# 伊甘神社
伊甘神社（いかんじんじゃ）は島根県浜田市下府町にある神社である。石見国庁跡であると伝えられる。式内社であり旧社格は村社。府中神社（石見国総社）を合祀する。
「伊甘」を「井甘」として「甘水の湧き出る意に解し伊甘郷の起源とする説（石見八重葎）もあるが、それよりも、大昔この地を開拓した『猪甘部』によるとするのが有力である」。

## 祭神
祭神は天足彦国押人命（あまたらしひこくにおしひとのみこと）で古代石見地方を開拓した小野族の遠祖である。なお、祭神を溝咋姫命とする説もある。
『石見八重葎』では祭神として御衣織（みぞおり）姫命の名があり「天豊足柄姫妹御衣織姫命」としている。島根県の郷土史家である大島幾太郎は『那賀郡史』で「抓之姫は紡績、機織の神様で、下府で溝織姫というのは御衣織姫の意で、抓之姫の御事らしく語られている」としている。

## 歴史
貞観三年五月五日創建。『三代実録』貞観十一年（769）の条に「石見国従五位下勲七等伊甘神授従五位上」とある。明治五年村社に列し昭和二十一年宗教法人神社本庁に従属し今日に至る。